# François de Neufville de Villeroy
François de Neufville de Villeroy, duc de Villeroy (7 d'abril, 1644 - 18 de juliol, de 1730), fou un militar i aristòcrata francès al servei de Lluís XIV de França durant la Guerra de Successió Espanyola. Nomenat comandant en cap de l'exèrcit francès al front italià després de la destitució de Nicolas Catinat, també fou derrotat pel Príncep Eugeni de Savoia a la batalla de Chiari i finalment capturat a la batalla de Cremona. Fou substituït pel Duc de Vendôme.

## Perfil biogràfic
El Duc de Villeroy provenia d'una família noble que s'havia aixecat en prominència durant el regnat de Carles IX de França. El seu pare Nicolas de Neufville marquès de Villeroy havia estat Mariscal de França i governador durant la joventut del rei Lluís XIV de França, qui més tard el nomenà duc.

## Expedient militar
El 1693, sense haver exercit cap comandament realment important se'l nomenà Mariscal de França, gràcies a la seva amistat amb Lluís XIV.

### Guerra dels 9 Anys
El 1695, durant la Guerra dels Nou Anys, de resultes de la mort de François Henri de Montmorency-Bouteville, duc de Luxemburg, obtingué el comandament de l'exèrcit francès a Flandes. Guillem III el trobà un adversari molt més fàcil de derrotar que no pas el duc de Luxemburg.
Villeroy fou responsable de l'absurd bombardeig de Brussel·les el 1695 que obligà a reconstruir-la totalment. Paradoxalment, a causa d'aquest fet, Brussel·les presenta hui en dia una regularitat i unió d'arquitectura característiques.

### Guerra de Successió Espanyola
El 1701 Villeroy fou destinat a Itàlia per substituir Nicolas Catinat, però fou derrotat ràpidament pel Príncep Eugeni de Savoia a la batalla de Chiari. El febrer de 1702 queia presoner durant la batalla de Cremona, fent-se famosa entre els seus propis soldats la rima:

"Pel favor de Bellone,

i per una felicitat sense igual,

Hem conservat Cremona

--i perdut el nostre general !!"

Efectivament les tropes franceses conservaren Cremona i el resultat de la batalla fou neutral.
Després de ser alliberat, Villeroy fou destinat al front continental on s'enfronta al Duc de Marlborough als Països Baixos. Més aviat per les dificultats internes de Marlborough amb els comissaris aliats holandesos que per la mateixa habilitat de Villeroy, el desastre es retardà, però el 1706 el Duc de Marlborough l'atacà i el derrotà definitivament a la batalla de Ramillies.
Lluís XIV consolava el seu vell amic amb el comentari, "A la nostra edat, un ja no té sort", però el destituí del comandament. A partir de l'aleshores, Villeroy visqué la vida d'un cortesà, i encara que considerat sospitós d'estar implicat en complots, mantingué la seva amistat amb Lluís XIV de França.